# La Voce del Popolo
La Voce del Popolo (La Voix du peuple) est un quotidien de langue italienne, qui est publié à Rijeka (en italien Fiume), une ville de Croatie.
Il appartient au groupe EDIT (Edizioni italiane), comme Panorama, Arcobaleno et La Battana.

## Histoire
La Voce del Popolo a été publiée pour la première fois en octobre 1944 avec le soutien de Tito et des Partisans. Elle reprend le nom d'un journal publié depuis 1885 dans la ville (qui s'appelait alors Fiume), et fermé en 1924, au moment de l'annexion par le royaume d'Italie.
Après la Seconde Guerre mondiale, elle est devenue le journal de la communauté italienne de Yougoslavie. Depuis l'indépendance de la Slovénie et de la Croatie, elle s'adresse aussi aux touristes italiens en été. Un supplément mensuel consacré aux Italiens de Dalmatie a récemment été ajouté.